# Ochotnicza Rezerwa Milicji Obywatelskiej
Ochotnicza Rezerwa Milicji Obywatelskiej, kurz ORMO (deutsch Freiwillige Reserve der Bürgermiliz) war eine paramilitärische Organisation in der Volksrepublik Polen, vergleichbar in etwa mit den Kampfgruppen der Arbeiterklasse in der DDR.
Die ORMO wurde 1946 gegründet und im Zuge des Systemwechsels 1989 durch den Sejm aufgelöst.
Der ORMO gehörten bis zu 400.000 Mitglieder an, die sich mehrheitlich aus Mitgliedern der Polska Zjednoczona Partia Robotnicza (deutsch Polnische Vereinigte Arbeiterpartei) rekrutierte. Auch Mitglieder der Blockparteien Zjednoczone Stronnictwo Ludowe (deutsch Vereinigte Volkspartei) und Stronnictwo Demokratyczne (deutsch Demokratische Partei) sowie Parteilose wirkten in ihr.
Zum Einsatz kam die ORMO bei vielfältigen Maßnahmen des Regimes gegen Demonstranten und Streikende. Mitglieder der ORMO schlugen unter anderem den Studentenaufstand während der März-Unruhen 1968 in Polen nieder.